# Porcellionidae
Porcellionidae Brandt, 1831 è una famiglia di crostacei isopodi del sottordine Oniscidea.

## Tassonomia
Comprende i seguenti generi:
- Acaeroplastes Verhoeff, 1918
- Agabiformius Agabiformius, 1908
- Atlantotrichus Vandel, 1958
- Brevurus Schmalfuss, 1986
- Caeroplastes Verhoeff, 1918
- Congocellio Arcangeli, 1950
- Dorypoditius Verhoeff, 1942
- Inchanga Barnard, 1932
- Leptotrichus Budde-Lund, 1885
- Lucasius Kinahan, 1859
- Mahehia Budde-Lund, 1913
- Mica Budde-Lund, 1908
- Pondo Barnard, 1937
- Porcellio Latreille, 1804
- Porcellionides Miers, 1877
- Proporcellio Verhoeff, 1907
- Soteriscus Vandel, 1956
- Thermocellio Verhoeff, 1942
- Tropicocellio Arcangeli, 1950
- Tura Budde-Lund, 1908
- Uramba Budde-Lund, 1908